# Aristotélis Zervoúdis
Aristotélis « Télis » Zervoúdis (grec moderne : Αριστοτέλης Ζερβούδης), né à Athènes en 1964, est un plongeur professionnel grec.

## Découvertes notables
Au cours de ses expéditions de plongée, il découvre et identifie de nombreuses épaves importantes, notamment :
- le SS Oria (en) - un navire à vapeur ayant coulé en 1944, causant plus de 4 100 morts. Il s'agit de la 4e pire catastrophe navale de l'histoire maritime et de la pire en Méditerranée[1].
- le U-133 - un sous-marin allemand coulé en 1942[2].
- le SS Heimara (en), coulé en 1947, la pire tragédie navale en Grèce en temps de paix avec 389 morts[3].

## Récompenses
Pour ses services lors des expéditions de plongée sur l'Oria et envers l'État italien, il est nommé Chevalier de l'Ordre de l'Étoile d'Italie (italien : Cavaliere del' Ordine della Stella d' Italia) par le président italien Sergio Mattarella en décembre 2017, et reçoit les insignes de l'Ordre en juin 2018 lors d'une cérémonie spéciale des mains de l'ambassadeur italien en Grèce.